# Franziskanerkloster Kyritz

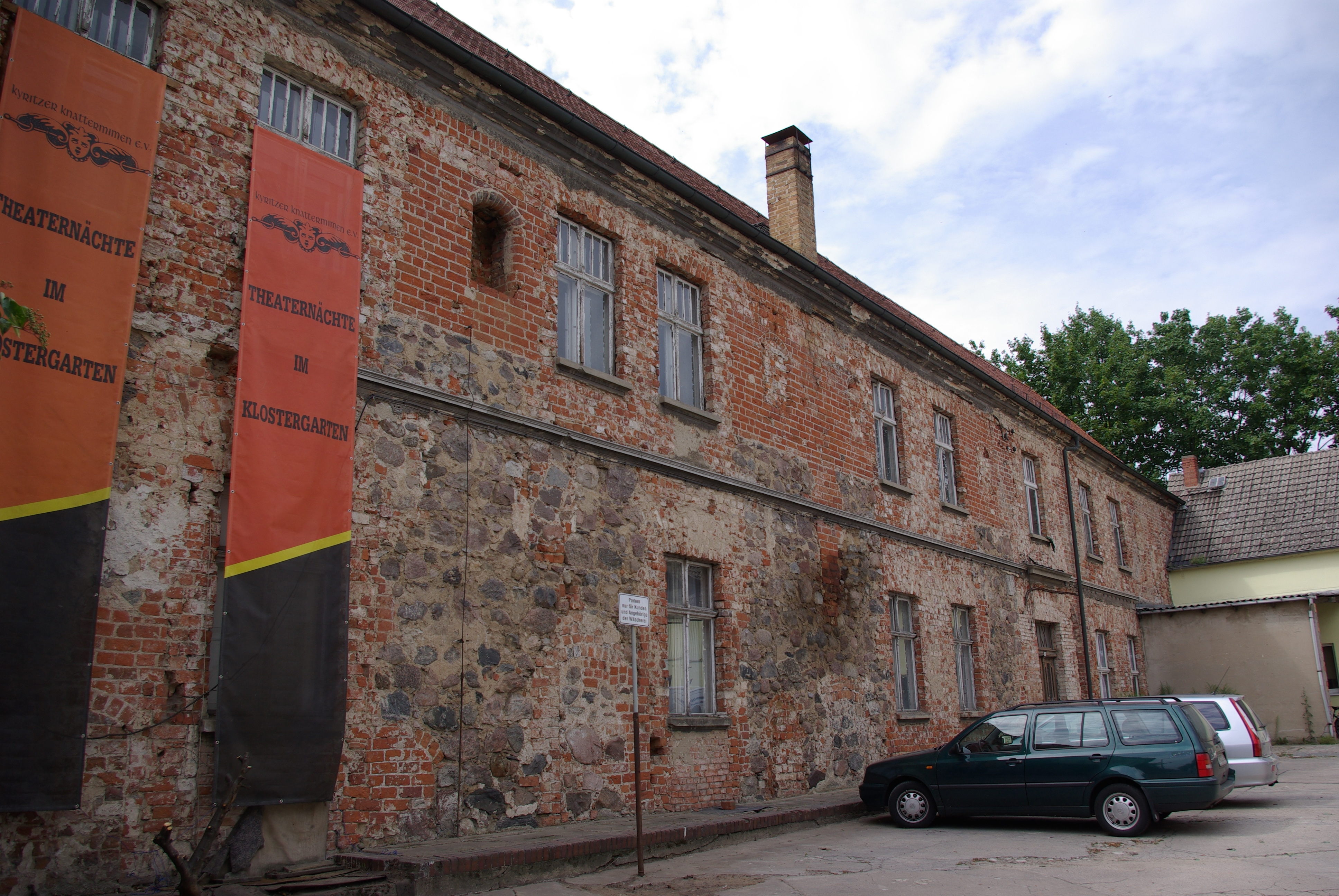
Das ehemalige Kloster von der Johann-Sebastian-Bach-Straße aus

In der Kyritzer Altstadt befinden sich die Reste des ehemaligen Franziskanerklosters Kyritz. Noch heute sind das Rundbogenfenster und die Gewölberippen der frühgotischen Hallenkirche zu erkennen. Besichtigt werden können der Kirch- und der Klostergarten sowie die Ausstellung des Historischen Heimatvereins für Kyritz und die Ostprignitz.

## Geschichte
Die Brüder des 1210 gegründeten Franziskanerordens kamen im 13. Jahrhundert nach Kyritz, das Kloster wurde um 1275 gegründet, die erste urkundliche Erwähnung erfolgte 1303. Eine um die Jahrhundertwende noch im Rathaus vorhandene Bibel benannte das Jahr 1225 als Baujahr der Klosterkirche, die vorhandene Bausubstanz wird aber der zweiten Hälfte des 14. Jahrhunderts zugeschrieben; die Franziskaner übernahmen vermutlich eine vorhandene Kirche für ihr Kloster. Das Kloster gehörte zur Kustodie Brandenburg der Sächsischen Franziskanerprovinz (Saxonia) und lag im Bistum Havelberg.
Das Kloster lag im Nordwesten der Stadt, an der Stadtmauer nahe dem Hamburger Tor. Es wurde von der Bürgerschaft, insbesondere von der Tuchmachergilde, unterstützt, in der Klosterkirche waren die Grablegen mehrerer Adelsgeschlechter. Aus Kyritz stammten einige namhafte Mitglieder der Saxonia: P. Thomas von Kyritz war von 1307 bis 1316 Provinzialminister der Ordensprovinz, P. Matthias Döring hatte dieses Amt von 1427 bis 1461 inne. Er wurde 1400 in Kyritz geboren, studierte in Oxford, wurde 1424 in Erfurt Professor der Theologie und war an der Gründung der Theologischen Fakultät in Rostock beteiligt. Als Fachtheologe nahm er von 1432 bis 1440 am Konzil von Basel teil. Von 1443 bis 1449 war er zusätzlich auch Generalminister eines Teils des Franziskanerordens, der auf der Seite des Gegenpapstes Felix V. stand. 1461 zog er sich in das Kloster in Kyritz zurück, wo er am 24. Juli 1469 starb.
In den Auseinandersetzungen um die Armutsfrage im Franziskanerorden im 15. Jahrhundert nahmen die Kyritzer Franziskaner eine gemäßigte Position ein und wurden daher 1518 von der Ordensleitung in Rom der neugegründeten Sächsischen Ordensprovinz vom hl. Johannes dem Täufer zugeordnet, die Konvente mit einer weniger strengen Auslegung der Ordensregeln umfasste. Jedoch ging die Ordensprovinz wegen der Reformation bereits 1540 unter. Kyritz erreichte die Reformation im Jahr 1539, das Franziskanerkloster dort wurde 1552 aufgelöst. Im selben Jahr gingen die Klosterkirche und die anschließenden Gebäude in den Besitz der Stadt Kyritz über mit der Maßgabe, es für die Armen zu nutzen. Später folgten weitere Besitzer. Mehrere Jahrzehnte diente die Kirche als Garnisonkirche für das stationierte Militär. 1781 wurden die inzwischen baufällig gewordenen Klostergebäude zwecks Abbruch versteigert. Dazu gehörten die Kirche, der Friedhof und die damals noch stehenden Klostermauern. Vertragsgemäß mussten die heute noch vorhandenen Gebäudeteile der Klosterkirche stehen bleiben. Auf einem Teil des einstigen Friedhofs entstanden Wohn- und Stallgebäude.

## Aktuell
Ab 1995 richtete der historische Verein „Kyritzer Knattermimen“ den Klostergarten wieder her. Zwischen den Ruinen der Klosterkirche wurde eine Kleinkunstbühne für 300 Zuschauer errichtet. Dort finden verschiedene Veranstaltungen wie Theateraufführungen („Theaternächte im Klostergarten“), Musikfestivals, klassische Konzerte und Buchlesungen statt. Seit dem Jahr 2017 saniert die Stadt Kyritz das Areal und entwickelt es in den kommenden Jahren zum Kulturzentrum Klosterviertel Kyritz mit stadtgeschichtlichem Museum, Touristinformation, Veranstaltungsgebäude und Stadtbibliothek.